# The Champions
The Champions (estrenada a Espanya com Los invencibles de Némesis) va ser una sèrie de televisió d'acció, espionatge i ciència-ficció britànica.
Creada per Dennis Spooner i Monty Berman constava d'una temporada (1968-1969) amb actors reals, produïda per la cadena ITC Entertainment.

## Ressenya
Sharon MacReady, Craig Stirling i Richard Barrett són tres agents secrets que treballen per a la central d'intel·ligència "Némesis", associada a les Nacions Unides amb seu a Ginebra, i el propòsit de la qual és garantir l'ordre i la pau mundial. La seva primera missió com a equip els enviarà a la Xina per a avortar un perillós experiment bacteriològic. Durant la fugida després de complir la seva missió, l'avió que els transporta cau enmig de l'Himàlaia, on seran rescatats per un monjo pertanyent a una avançada civilització desconeguda per l'ésser humà. Després de jurar no revelar mai la seva existència, seran dotats de poders sobrehumans, tals com habilitats psíquiques per a comunicar-se a grans distàncies telepàticament, supermemòria, força sobrenatural, etc. A partir d'aquest moment, els tres agents utilitzaran els seus poders per a lluitar contra vilans nazis, organitzacions criminals, científics malvats, o qualsevol altre perill que amenaci la pau mundial.

## Protagonistes
- Stuart Damon - Craig Stirling
- Alexandra Bastedo - Sharron Macready
- William Gaunt - Richard Barrett
- Anthony Nicholls - W.L. Tremayne

## Episodis
| No                                                                            | Títol                   | Guionista        | Director        | Data emissió GB        |
| ----------------------------------------------------------------------------- | ----------------------- | ---------------- | --------------- | ---------------------- |
| 01                                                                            | "The Beginning"         | Dennis Spooner   | Cyril Frankel   | 25 de setembre de 1968 |
| Capítol 1 castellà a Youtube                                                  |                         |                  |                 |                        |
| 02                                                                            | "The Invisible Man"     | Donald James     | Cyril Frankel   | 2 d'octubre de 1968    |
| Capítol 2 en castellà a Youtube                                               |                         |                  |                 |                        |
| 03                                                                            | "Reply Box No. 666"     | Philip Broadley  | Cyril Frankel   | 9 d'octubre de 1968    |
| Capítol 3 en castellà a Youtube                                               |                         |                  |                 |                        |
| 04                                                                            | "The Experiment"        | Philip Broadley  | Cyril Frankel   | 16 d'octubre de 1968   |
| Capítol 4 en castellà a Youtube                                               |                         |                  |                 |                        |
| 05                                                                            | "Happening"             | Brian Clemens    | Cyril Frankel   | 23 d'octubre de 1968   |
| Capítol 5 en castellà a Youtube                                               |                         |                  |                 |                        |
| 06                                                                            | "Operation Deep Freeze" | Gerald Kelsey    | Paul Dickson    | 30 d'octubre de 1968   |
| Capítol 6 en castellà a Youtube                                               |                         |                  |                 |                        |
| 07                                                                            | "The Survivors"         | Donald James     | Cyril Frankel   | 6 de novembre de 1968  |
| Capítol 7 en castellà a Youtube                                               |                         |                  |                 |                        |
| 08                                                                            | "To Trap a Rat"         | Ralph Smart      | Sam Wanamaker   | 13 de novembre de 1968 |
| Capítol 8 en castellà a Youtube                                               |                         |                  |                 |                        |
| 09                                                                            | "The Iron Man"          | Philip Broadley  | John Moxey      | 20 de novembre de 1968 |
| Capítol 9 en castellà a Youtube                                               |                         |                  |                 |                        |
| 10                                                                            | "The Ghost Plane"       | Donald James     | John Gilling    | 27 de novembre de 1968 |
| Capítol 10 en castellà a Youtube                                              |                         |                  |                 |                        |
| 11                                                                            | "The Dark Island"       | Tony Williamson  | Cyril Frankel   | 4 de desembre de 1968  |
| Capítol 11 en castellà a Youtube                                              |                         |                  |                 |                        |
| 12                                                                            | "The Fanatics"          | Terry Nation     | John Gilling    | 11 de desembre de 1968 |
| Capítol 12 en castellà a Youtube                                              |                         |                  |                 |                        |
| 13                                                                            | "Twelve Hours"          | Donald James     | Paul Dickson    | 18 de desembre de 1968 |
| Capítol 13 en castellà a Youtube                                              |                         |                  |                 |                        |
| 14                                                                            | "The Search"            | Dennis Spooner   | Leslie Norman   | 1 de gener de 1969     |
| Capítol 14 en castellà a Youtube                                              |                         |                  |                 |                        |
| 15                                                                            | "The Gilded Cage"       | Philip Broadley  | Cyril Frankel   | 8 de gener de 1969     |
| https://www.youtube.com/watch?v=New74QtteT8 Capítol 15 en castellà] a Youtube |                         |                  |                 |                        |
| 16                                                                            | "Shadow of the Panther" | Tony Williamson  | Freddie Francis | 15 de gener de 1969    |
| Capítol 16 en castellà a Youtube                                              |                         |                  |                 |                        |
| 17                                                                            | "A Case of Lemmings"    | Philip Broadley  | Paul Dickson    | 22 de gener de 1969    |
| Capítol 17 en castellà a Youtube                                              |                         |                  |                 |                        |
| 18                                                                            | "The Interrogation"     | Dennis Spooner   | Cyril Frankel   | 29 de gener de 1969    |
| Capítol 18 en castellà a Youtube                                              |                         |                  |                 |                        |
| 19                                                                            | "The Mission"           | Donald James     | Robert Asher    | 5 de febrer de 1969    |
| Capítol 19 en castellà a Youtube                                              |                         |                  |                 |                        |
| 20                                                                            | "The Silent Enemy"      | Donald James     | Robert Asher    | 12 de febrer de 1969   |
| Capítol 20 castellà a Youtube                                                 |                         |                  |                 |                        |
| 21                                                                            | "The Body Snatchers"    | Terry Nation     | Paul Dickson    | 19 de febrer de 1969   |
| Capítol 21 en castellà a Youtube                                              |                         |                  |                 |                        |
| 22                                                                            | "Get Me Out of Here!"   | Ralph Smart      | Cyril Frankel   | 26 de febrer de 1969   |
| Capítol 22 en castellà a Youtube                                              |                         |                  |                 |                        |
| 23                                                                            | "The Night People"      | Donald James     | Robert Asher    | 5 de març de 1969      |
| Capítol 23 en castellà a Youtube                                              |                         |                  |                 |                        |
| 24                                                                            | "Project Zero"          | Tony Williamson  | Don Sharp       | 12 de març de 1969     |
| Capítol 24 en castellà a Youtube                                              |                         |                  |                 |                        |
| 25                                                                            | "Desert Journey"        | Ian Stuart Black | Paul Dickson    | 19 de març de 1969     |
| Capítol 25 en castellà a Youtube                                              |                         |                  |                 |                        |
| 26                                                                            | "Full Circle"           | Donald James     | John Gilling    | 26 març 1969           |
| Capítol 26 en castellà a Youtube                                              |                         |                  |                 |                        |
| 27                                                                            | "Nutcracker"            | Philip Broadley  | Roy Ward Baker  | 2 abril 1969           |
| Capítol 27 en castellà a Youtube                                              |                         |                  |                 |                        |
| 28                                                                            | "The Final Countdown"   | Gerald Kelsey    | John Gilling    | 16 abril 1969          |
| Capítol 28 en castellà a Youtube                                              |                         |                  |                 |                        |
| 29                                                                            | "The Gun Runners"       | Gerald Kelsey    | John Gilling    | 23 abril 1969          |
| Capítol 29 en castellà a Youtube                                              |                         |                  |                 |                        |
| 30                                                                            | "Autokill"              | Brian Clemens    | Roy Ward Baker  | 30 abril 1969          |
| Capítol 30 en castellà a Youtube                                              |                         |                  |                 |                        |